# Crello
Crello este o arie protejată (arie specială de conservare — SAC, sit de importanță comunitară — SCI) din Italia întinsă pe o suprafață de 3,27 ha, integral pe uscat.

## Localizare
Centrul sitului Crello este situat la coordonatele 39°34′31″N 16°02′11″E / 39.575278°N 16.036389°E.

## Înființare
Situl Crello a fost declarat sit de importanță comunitară în septembrie 1995 pentru a proteja 10 specii de animale. Situl a fost protejat și ca arie specială de conservare în iunie 2017.

## Biodiversitate
Situată în ecoregiunea mediteraneană, aria protejată conține 2 habitate naturale: Păduri de Castanea sativa, Pajiști umede mediteraneene cu ierburi înalte de Molinio-Holoschoenion.
La baza desemnării sitului se află mai multe specii protejate:
- păsări (8): șorecarul comun (Buteo buteo), sticlete (Carduelis carduelis), florinte (Chloris chloris), presură de munte (Emberiza cia), rândunică (Hirundo rustica), pițigoi mare (Parus major), cănăraș (Serinus serinus), silvie cu cap negru (Sylvia atricapilla)
- amfibieni (2): Bombina pachypus, Triturus carnifex

Pe lângă speciile protejate, pe teritoriul sitului au mai fost identificate 1 specie de plante, 4 specii de amfibieni.